# Hans Boland
Hans Boland (Djakarta, 1951) is een Nederlandse slavist en literair vertaler. Hij was van 1992 tot 1996 docent aan de Staatsuniversiteit van Sint-Petersburg.
Boland promoveerde op de poëzie van Anna Achmatova, die hij vertaalde van het Russisch naar het Nederlands. Hij is ook bekend van het vertalen van het totale werk van Aleksandr Poesjkin, inclusief de lyriek waarvan niet eerder een complete Nederlandse vertaling bestond. Ook vertaalde hij  proza van Mikhail Lermontov en Vsevolod Garsjin en poëzie van Nikolaj Goemiljov en Jevgeni Rijn. In 2017 verscheen zijn vertaling van Anna Karenina van Tolstoj, in 2019 die van Misdaad en straf van Dostojevski.
Boland kwam in 2014 in het nieuws doordat hij de Poesjkin-medaille, een prestigieuze onderscheiding van de Russische Federatie voor verdiensten voor kunst, wetenschap en onderwijs, weigerde uit protest tegen "gedrag en denkwijze" van Vladimir Poetin, de president van Rusland.
Boland is ook auteur van de roman De zachte held.

## Onderscheidingen
- Martinus Nijhoff Vertaalprijs 2015, voor zijn vertalingen van Russische literatuur in het Nederlands
- Medaille van Poesjkin 2014 (geweigerd)
- Filter-vertaalprijs 2009, voor Duivels van Dostojevski
- Aleida Schot-prijs 2003, voor Russische poëzie, met name Vroege lyriek van Poesjkin

- Digitale Bibliotheek voor de Nederlandse Letteren: bola002
- Gemeinsame Normdatei: 1056072237
- International Standard Name Identifier: 0000 0000 3255 7066
- Library of Congress Control Number: n99257663
- Nationale Bibliotheek van Tsjechië: js2016936559
- Nederlandse Thesaurus van Auteursnamen: 068870760
- Virtual International Authority File: 11642277
- WorldCat: E39PBJgcXrp66rTpbpJwYJWhpP